# Vasilij Vsevolodovič
Svatý Vasilij Vsevolodovič († 1249, Vladimir) byl druhý kníže jaroslavský.

## Život
Narodil se nejpozději roku 1229. Byl synem jaroslavského knížete Vsevoloda Konstantinoviče a Marie Olegovny. Poprvé je zmíněn v kronice roku 1238, kde je popisován jako jeden z knížat který unikl meči mongolského prince a válečníka Bátú-chána.
Poté co se roku 1238 stal vládcem po smrti svého otce v bitvě na řece Siť s mongolskými Tatary, se s ostatními knížaty vydal do Zlaté hordy. Zde byl přijat a propuštěn se ctí. Do Zlaté hordy se vydal ještě dvakrát; roku 1244 se svým strýcem Vladimírem Konstantinovičem, knížetem ugličským a roku 1245 s Jaroslavem Vsevolodovičem, velkoknížetem vladimirským.
Z manželství s Xenií, o které nic není známo, měl syna Vasilije, který je uveden pod datem smrti svého otce a o kterém nic bližšího není známo. Dále spolu měli dceru Anastasii, z jejichž rukou přešel jaroslavský trůn do rukou Fjodora Rostislaviče "Černého", který byl knížetem smolenským a možajský.
Zemřel roku 1249 ve Vladimiru při návštěvě velkoknížete. Pohřben byl biskupem rostovským a jaroslavským Kirillem v soboru Zesnutí přesvaté Bohorodice v Jaroslavlu. Na pohřbu jejich příbuzného byli přítomni velkokníže Alexandr Něvský, kníže rostovský Boris Vasilkovič a kníže belozerský Gleb Vasilkovič se svou matkou Marií Michajlovnou.

## Kanonizace
Svatořečen byl se svým bratrem Konstantinem roku 1501 při translaci ostatků po požáru v soboru, ve kterém byli oba pohřbeni. Jejich ostatky se staly hlavními relikviemi soboru spolu s jaroslavskou ikonou Matky Boží, kterou podle legendy do města přinesli bratři.
Roku 1744 byly relikvie z nedbalosti zapáleny a zbytek relikvií byl uložen do nového stříbrného relikviáře.
Jeho svátek je připomínán 16. července (3. července – juliánský kalendář).